# Djamila Boupacha

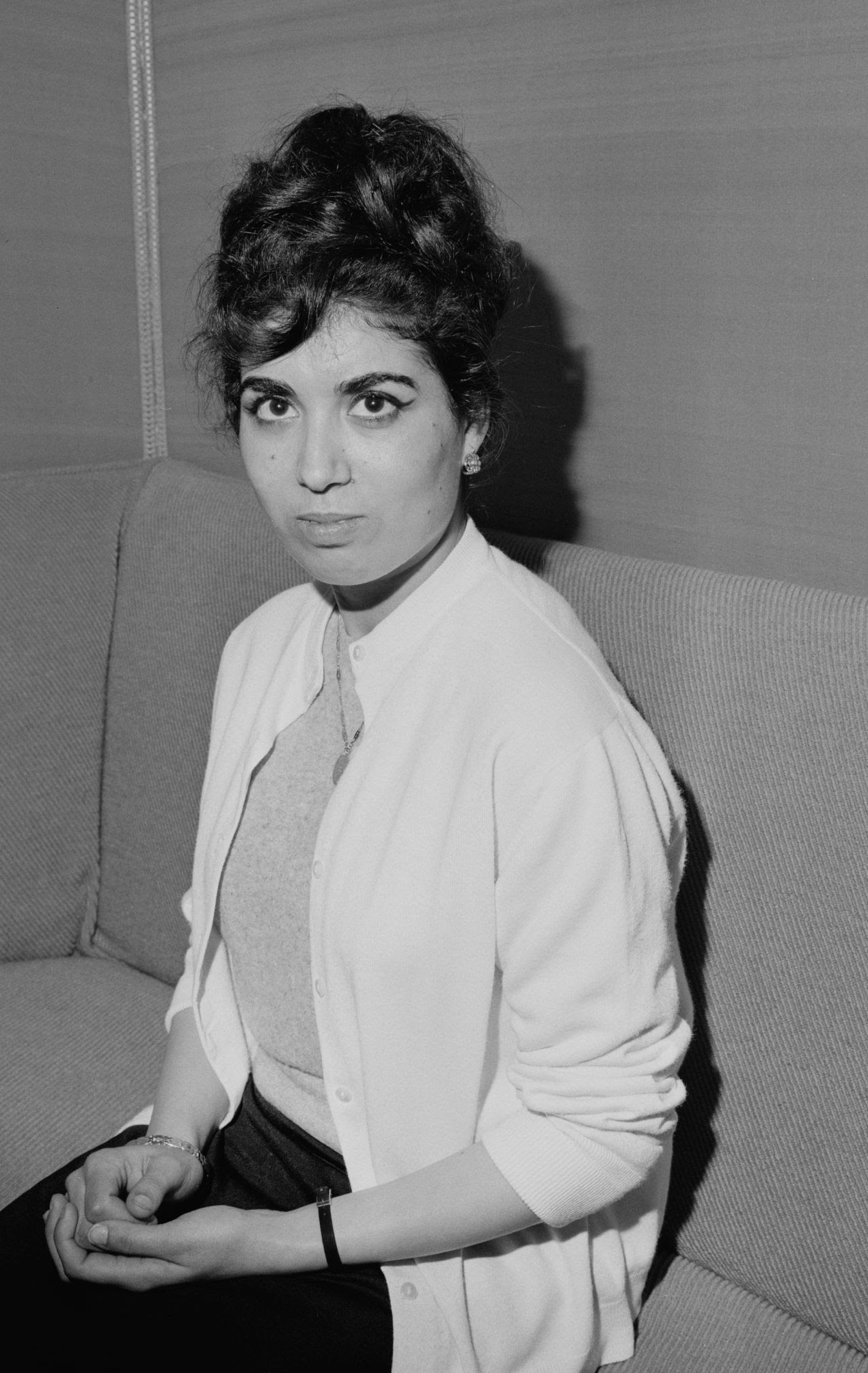
Djamila Boupacha im Jahr 1963

Djamila Boupacha (arabisch جميلة بوباشا; * 9. Februar 1938 in Saint-Eugène, heute: Bologhine, Algerien) ist eine Aktivistin der Algerischen nationalen Befreiungsfront (Front de libération nationale, FLN). Ihr durch über mehr als einen Monat dauernde Folter erzwungenes Geständnis führte zu einem Justiz- und Medien-Fall, veranlasst durch die Initiative von Gisèle Halimi und Simone de Beauvoir. Dennoch wurde Djamila Boupacha am 28. Juni 1961 zum Tod verurteilt. Die mit dem Waffenstillstandsabkommen in Évian verbundene Amnestie setzte das Urteil außer Kraft, dennoch blieb sie bis zum 21. April 1962 (nach anderen Quellen bis zum 7. Mai 1962) in Haft.

## Biographie
Djamila ist die Tochter von Abdelaziz Ben Mohamed und Amarouche Zoubida Bent Mohamed. Sie verpflichtete sich bei der FLN unter dem Decknamen Khelida. 1960 verdächtigte man sie, im Februar 1959 in einem Restaurant in Algier eine Bombe deponiert zu haben, die allerdings nicht detonierte. Nach Darstellung von Gisèle Halimi „hatte sie kein Attentat begangen, war aber nahe davor, es zu tun“. Sie wurde im Februar 1960 in der Firma ihres Vaters verhaftet; ihr Bruder, ihre Schwester Nafissa und ihr Schwager Abdellih Ahmed ebenso. Alle Inhaftierten wurden gefoltert, Djamila Boupacha mehr als einen Monat durch Angehörige der französischen Armee.
Simone de Beauvoir schrieb in ihrer Kolumne in Le Monde im Juni 1960 darüber, was den französischen Premierminister Michel Debré veranlasste, in Algerien einzugreifen. Als Gisèle Halimi die Verteidigung Djamilas vor dem algerischen Militärgericht übernahm, bekam die Affaire Djamila Boupacha internationale Aufmerksamkeit. Schließlich wurde ein Ausschuss für Djamila Boupacha unter dem Vorsitz von Simone de Beauvoir gebildet, zu dessen Mitgliedern Jean-Paul Sartre, Louis Aragon, Elsa Triolet, Gabriel Marcel, Geneviève de Gaulle-Anthonioz und Germaine Tillion gehörten. Durch den Druck, den der Ausschuss in der Öffentlichkeit aufbaute, gelang es mit Unterstützung durch Simone Veil, Djamila nach Frankreich zu verlegen. Zu den Folterverhören der französischen Armee in Algerien konnte Gisèle Halimi weiterhin keine Fortschritte erreichen. Der französische Minister für Verteidigung  Pierre Messmer und der Kommandeur der französischen Armee in Algerien Charles Ailleret verhinderten, dass irgendwelche Informationen dazu beweisbar wurden.
Obwohl Djamila im Prozess in Caen im Juni 1961 ihre Folterer anhand von Fotos identifizieren konnte – womit das erzwungene Geständnis belegt war –, wurde sie zum Tod verurteilt. 1962 erfolgte die Amnestierung gemäß den Verträgen von Évian; die Amnestie beendete auch die Ermittlungen gegen Djamilas Folterer.
Am 7. Mai 1962 wurde sie aus der Haft entlassen und lebte bei Gisèle Halimi. Auf Betreiben der FLN wurde sie zurück nach Algerien gebracht, wo sie seitdem lebt.

## In den Künsten
Pablo Picasso porträtierte Djamila Boupacha; das Bild wurde auch Cover eines Buches von Gisèle Halimi und Simone de Beauvoir. 
Luigi Nono würdigte die Freiheitskämpferin mit dem Stück Djamila Boupacha, eine unbegleitete Monodie für Sopran solo, dem zweiten Teil seiner Canti di Vita e d’Amore (1962). Textgrundlage ist das Gedicht Esta noche von Jesús López Pacheco aus Pongo la mano sohre Espana.

## Artikel
- Philip Agee: Folter als Instrument der nationalen Politik: Frankreich 1954–1962. In: Social Justice. Band 17, Nr. 4 (42), Winter 1990, S. 131–138.
- Page Whaley Eager: Vom Freiheitskämpfer zum Terroristen. Ashgate, 2008, S. 111–114.

## Filmografie
- Pour Djamila (Titel der deutschen Fassung Sie hat alles gestanden), 2011 Buch und Regie Caroline Huppert, Marina Hands als Gisèle Halimi und Hafsia Herzi als Djamila Boupacha.